# Скайлер, Юджин
Юджин Скайлер (англ. Eugene Schuyler; 24 февраля 1840, Итака, штат Нью-Йорк, США — 16 июля 1890, Венеция, Италия) — американский учёный, писатель, путешественник и дипломат.
Он был первым американским переводчиком Тургенева и Толстого и первым американским дипломатом, посетившим Среднюю Азию Российской империи. Кроме того, он был одним из трёх первых американцев, получивших степень доктора философии в американском университете. В должности генерального американского консула в Константинополе он сыграл ключевую роль в распространении информации о турецких зверствах в Болгарии в 1876 году во время Апрельского восстания. Был первым американским полномочным послом в Румынии, Сербии и Греции.

## Биография

### Юность и образование
Родился 26 февраля 1840 года в семье Джорджа Скайлера (1810—1888), владельца аптеки в Итаке (штат Нью-Йорк), который позже был избран казначеем штата Нью-Йорк. Предки его отца были голландского происхождения: прадед Юджина Скайлера был троюродным братом генерала Филипа Скайлера. Мать Юджина, Матильда Скрибнер, была единокровной сестрой Чарльза Скрибнера (1821—1871), основателя известного американского издательства.
В возрасте пятнадцати лет Скайлер поступил в Йельский колледж, где изучал языки, литературу и философию и который окончил с отличием в 1859 году. Во время обучения являлся членом тайного студенческого общества «Череп и кости».
В 1860 году он стал одним из лучших выпускников Йельского университета. Вместе с двумя другими студентами он стал одним из первых американцев, получивших докторскую степень по философии в американском университете.
В том же году он стал помощником Ноя Портера, известного лингвиста и литературного деятеля, и участвовал в пересмотре словаря Вебстера (первого словаря американского английского).
В 1862 году он начал изучать право на юридическом факультете Йельского университета и в 1863 году получил диплом юриста на факультете права (Columbia Law School). Он начал юридическую практику в Нью-Йорке, но не нашёл это занятие интересным. Вместо этого он начал писать для журнала The Nation. Он писал для этого журнала до конца своей жизни.

### Переводчик Тургенева и дипломат в России
В сентябре 1863 года русская военно-морская эскадра длительное время находилась в гавани Нью-Йорка, чтобы продемонстрировать Великобритании поддержку Россией президенту Линкольну и Северным штатам. Скайлер встречался с некоторыми из офицеров русского флагманского корабля «Александр Невский», которые вдохновили его изучать русский язык.
Он выучил русский язык достаточно хорошо, чтобы перевести роман И. С. Тургенева «Отцы и дети», который в 1867 году был впервые опубликован в Соединённых Штатах.
В это же время он изучал финский язык и был редактором первого американского перевода финского национального эпоса «Калевала».
В 1864 году Скайлер подал заявление на занятие дипломатического поста в государственном департаменте. Государственный департамент в течение трёх лет рассматривал его ходатайство, а затем предложил ему должность консула в Москве. По дороге на свой пост, Скайлер остановился в Баден-Бадене для встречи с Тургеневым, подарил ему несколько экземпляров перевода романа «Отцы и дети». Тургенев написал ему рекомендательные письма к Л. Н. Толстому, В. Ф. Одоевскому, Ф. И. Тютчеву и др., чем положил начало личному знакомству американца с крупными российскими литературными деятелями того времени. Тургенев писал ему, приглашая в Россию: «Я не сомневаюсь, что Вас примут самым сердечным образом: Вы знаете, как в России любят американцев, — а американец, занимающийся нашей литературой, имеет еще больше прав быть желанным гостем в нашей стране». Скайлер начал свою дипломатическую миссию в Москве в августе 1867 года.
Весной 1868 года он совершил своё первое путешествие в Среднюю Азию. Путешествуя с русским купцом Василием Алексеевичем он проплыл на пароходе по Волге до Самары, затем на повозке доехал до Оренбурга, пересёк Уральские горы и добрался до Киргизии. В это время, русские войска, занявшие Бухарское ханство в 1866 году, двигались в сторону Самарканда.
В сентябре 1868 года Скайлер неделю гостил в имении Толстого в Ясной Поляне, как раз в то время, когда Толстой заканчивал «Войну и мир». Он помог Толстому переставить его библиотеку, и ходил вместе с ним на охоту. Толстой, который интересовался системой государственного образования в США, попросил у Скайлера копии американских букварей и школьных учебников. Скайлер получил разрешение Толстого перевести его повесть «Казаки» на английский язык, которую издал в 1878 году в США. В 1869 году он перевёл и издал в американском журнале Hours at Home отрывки из «Севастопольских рассказов».
В 1869 году новая администрация президента Улисса Гранта заменила Скайлера на его посту в Москве на политического назначенца. Скайлеру удалось получить должность консула в Ревеле. В ноябре 1869 года, президент Грант назначил нового посла в Россию, Эндрю Кёртина, бывшего губернатора штата Пенсильвания, который был мало осведомлён о стране своего пребывания. Кёртин, впечатлённый познаниями Скайлера, назначил его секретарём американской миссии в Санкт-Петербурге. Этот пост Скайлер занимал до 1876 года, выполняя, по сути, функции атташе по общественным и культурным связям.
Скайлер отлично знал русскую литературу и писал её ежегодные обзоры для английского журнала Athenaeum (1869-77), популярного в США и Великобритании. В одном из таких обзоров (1869) первым познакомил американских и английских читателей с романом «Война и мир». В серии статей «Картинки русской жизни» (англ. Pictures of Russian Life), опубликованных в газете New York Times (1880), рассказал о Москве и Санкт-Петербурге, отметив, что «историю России еще предстоит написать. То, чем мы сейчас располагаем, является не историей России, а историей нескольких выдающихся русских».
Был награждён российским орденом Св. Анны (1878).

### Путешествие в Среднюю Азию
Скайлер активно совмещал свои дипломатические обязанности с научными исследованиями и поездками. Он начал писать биографию Петра Великого, и часто присутствовал на заседаниях Русского географического общества в Санкт-Петербурге. В 1873 году он был одним из первых иностранцев, получивших приглашение посетить новые российские владения в Средней Азии.
Скайлер выехал из Санкт-Петербурга 23 марта 1873 года и вначале на поезде добрался до Саратова. Его сопровождал американский журналист Януарий Мак-Гахан, работавший на «Нью-Йорк Геральд». Скайлер и Мак-Гахан добрались на санях из Саратова в Оренбург, затем в Казалинск, в форт Перовский. Отсюда Мак-Гахан направился в Хиву на поиски русской армии, а Скайлер — в Ташкент, Самарканд, Бухару и Коканд. Он вернулся в Петербург через Сибирь и Урал. Его поездка заняла восемь месяцев. Написал о поездке книгу путевых впечатлений Turkеstan: Notes of a Journey in Russian Turkеstan, Khokand, Bukhara and Kuldja (1876), в которой, в частности, писал: «Я столь долго жил в России и обзавелся столь многими друзьями, что не могу не питать никаких иных, кроме самых добрых, чувств к этой стране и ее народу».

Скайлер много писал о своей поездке в Национальное географическое общество в Соединённых Штатах. Кроме того, он представил подробный конфиденциальный доклад для Государственного департамента США. Он попал в неловкую ситуацию, когда его конфиденциальный доклад в декабре 1876 года был опубликован в «Papers Relating to the Foreign Relations of the United States — 1874» и переведённый на русский язык, был напечатан в петербургской прессе. Его доклад содержал критику методов обращения с татарами, которые использовал генерал Кауфман. Русский журналист отвечал: 
не пристало американскому чиновнику критиковать отношение русских к татарам - пусть лучше посмотрит у себя дома и осудит политику своих соотечественников к североамериканским индейцам.

За исключением отношения к татарам, Скайлер благоприятно относился к русскому присутствию в Средней Азии: 
В целом, присутствие России в Средней Азии выгодно не только для её жителей, но и для всего мира. Так же, безусловно, это и в наших интересах, так как оно действует как противовес английскому господству в Азии. Честно говоря, после того как русские обосновались в регионе, независимо от отношения местных жителей, их навряд ли можно будет выдавить из него...

Скайлер написал двухтомник о своих путешествиях в Средней Азии. Книга «Туркестан» была опубликована в октябре 1876 года одновременно в Соединённых Штатах и Англии. Как и его доклад Государственному департаменту, она благоприятно отзывалась о роли России в Средней Азии: 
Несмотря на многие недостатки, которые могут быть найдены в управление страной, русское управление в целом полезно для туземцев, поэтому было бы вопиющей несправедливостью лишить местных жителей русской защиты и оставить их на произвол анархии и бесконтрольной власти местных фанатичных деспотов.

### Скайлер и расследование турецких зверств в Болгарии

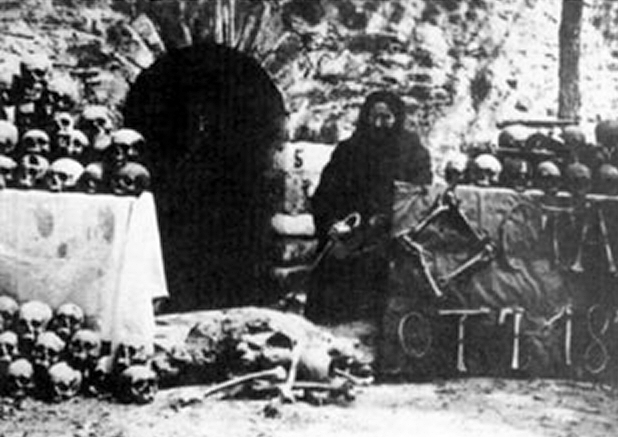
Марга Горянова (жена предводителя восстания в Батаке Николы Горянова) с останками, погибших во время Батакской резни

Скайлер покинул Россию в 1876 году. Он безуспешно пытался получить должность посла в Турции, но на неё был назначен политический выдвиженец администрации Гранта, а Скайлер вновь получил должность секретаря миссии, а также генерального консула.
Он прибыл в Константинополь 6 июля 1876 года. За два месяца до этого в Болгарии вспыхнуло восстание против турецкого владычества. Восстание было подавлены силой, во время подавления имели место многочисленные убийства мирных жителей. Скайлер узнал об этих убийствах от болгарских студентов и преподавателей основанного Сайрусом Хэмлином Роберт-колледжа в Константинополе.

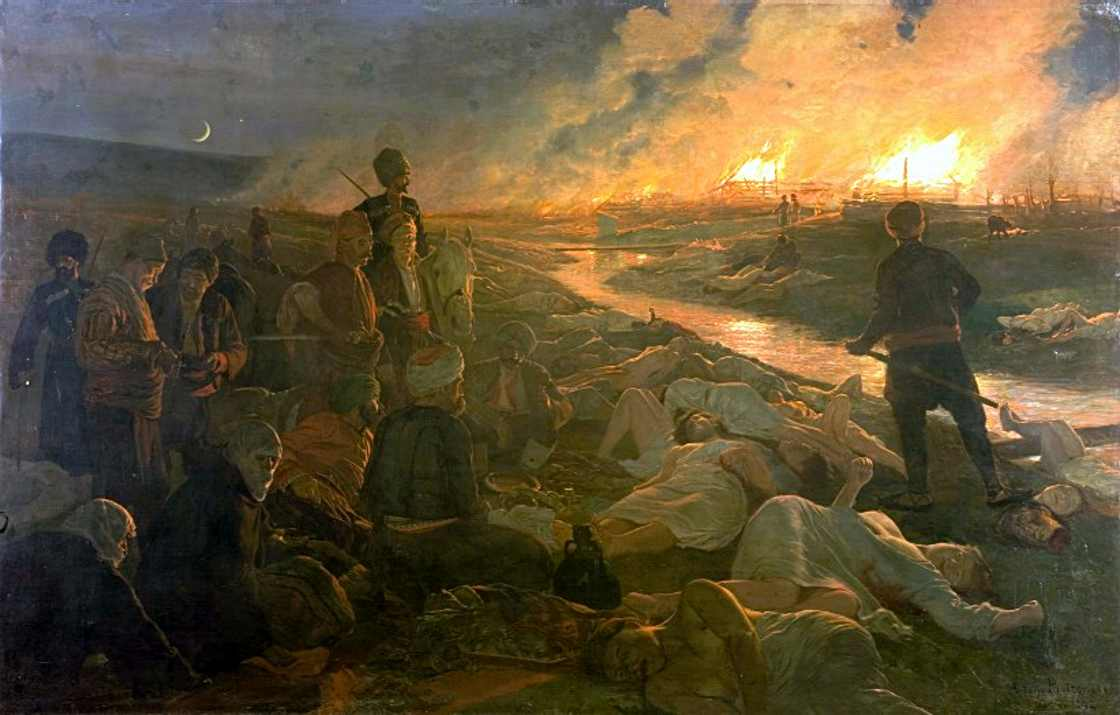
А. Пиотровский Батакская резня

Первые, неконкретные сообщения о массовых убийствах в Болгарии был впервые напечатаны в британской прессе 6 мая. Преподаватели Роберт-колледжа собрали больше информации и передали её британскому послу в Турции, но без результата. Затем они передали информацию корреспондентам The Times и London Daily News. London Daily News опубликовала сведения 23 июня 1876 года. Публикация вызвала немедленное возмущение в Лондоне. 26 июня зверства в Болгарии были обсуждены в парламенте и оппозиционная Либеральная партия потребовала полного расследования. Консервативное правительство премьер-министра Бенджамина Дизраэли согласилось провести расследование.
Британское правительство поручило Уолтеру Барингу, второму секретарю своего посольства в Константинополе, провести расследование. Опасаясь сокрытия истины, преподаватели Роберт-колледжа попросили американского посла в Турции Горация Мейнарда провести своё собственное расследование. Мейнард поручил провести расследование Скайлеру.
Скайлер готовился к поездке в Болгарию для расследования. В это время по случайному стечению обстоятельств в Константинополь для освещения сербско-турецкой войны прибыл Януарий Мак-Гахан, друг Скайлера по России. Скайлер предложил Мак-Гахану сопровождать его в поездке в Болгарию.
Скайлер и Мак-Гахан выехали в Болгарию 23 июля. К ним присоединились немецкий корреспондент и второй секретарь посольства России в Константинополе князь Алексей Церетели. В течение трёх недель они документировали злодеяния, которые имели место в деревнях на юге Болгарии тремя месяцами ранее. После посещения ряда городов и деревень Скайлер отметил в докладе, написанным им для американского посла в Турции:

Трудно оценить число болгар, которые были убиты в течение тех дней, когда творились преступления, но я склонен поставить число 15000 для районов, которые я назвал.Оригинальный текст (англ.)It is very difficult to estimate the number of Bulgarians who were killed during the few days that the disturbances lasted, but I am inclined to put 15,000 for the districts that I have named
Скайлер дал яркое описание того, что он увидел в деревне Батак спустя три месяца после имевших место зверств:

…со всех сторон были человеческие кости, черепа, рёбра и даже целые скелеты, головы девочек с до сих пор заплетенными в косы длинными волосами, кости детей, скелеты в одежде. Мы видели дом, пол которого был белым от пепла и обуглившихся костей заживо сожженных там тридцати человек. Мы видели место, где человек был заколот копьём, затем сожжен и здесь же похоронен. Мы видели ужасные ямы, заполненные гниющими трупами. Мы видели плотину мельницы, заполненную опухшими трупами. Мы видели здание школы, где двести женщин и детей, укрывшихся в нём, были сожжены заживо. Мы видели церковь и кладбище, заполненные тысячами полусгнивших трупов, отгороженные забором высотой в несколько футов места, заполненные кучами рук, ног и головами, торчащими из-под камней, которые были брошены там, чтобы скрыть их, и во всем этом пространстве стоит страшное зловоние…
После моего визита правитель санджака послал каймакама Пазарджика в Батак с известием, чтобы ускорить разложение тел для предотвращения эпидемии….

Ахмед Ага, который руководил резнёй, был награждён и произведён в звание капитана …ТрендафилОригинальный текст (англ.)...On every side were human bones, skulls, ribs, and even complete skeletons, heads of girls still adorned with braids of long hair, bones of children, skeletons still encased in clothing. Here was a house the floor of which was white with the ashes and charred bones of thirty persons burned alive there. Here was the spot where the village notable Trandafil was spitted on a pike and then roasted, and where he is now buried; there was a foul hole full of decomposing bodies; here a mill dam filled with swollen corpses; here the school house, where 200 women and children had taken refuge there were burned alive, and here the church and churchyard, where fully a thousand half-decayed forms were still to be seen, filling the enclosure in a heap several feet high, arms, feet, and heads protruding from the stones which had vainly been thrown there to hide them, and poisoning all the air.

"Since my visit, by orders of the Mutessarif, the Kaimakam of Tatar Bazardjik was sent to Batak, with some lime to aid in the decomposition of the bodies, and to prevent a pestilence.

"Ahmed Aga, who commanded at the massacre, has been decorated and promoted to the rank of Yuz-bashi...
Официальный отчёт Скайлера в сочетании с газетными публикациями Мак-Гахана вызвали сенсацию в британской прессе. Правительство Бенджамина Дизраэли пыталось приуменьшить масштабы резни, заявив, что болгары были не менее ответственными за неё, но эти заявления противоречили показаниям Скайлера и Мак-Гахана в качестве свидетелей. Когда Россия пригрозила войной против Турции, Великобритания заявила турецкому правительству, что из-за состояния общественного мнения оно не может стать на сторону Турции.
Правительство России, движимое пан-славянскими чувствами и желанием помочь православным болгарам, объявила войну Османской империи. Турецкая армия потерпела поражение и Болгария была освобождена от османского владычества в 1878 году, попав в сферу влияния России.

### Увольнение из Турции. Дипломат в Риме, Румынии, Сербии и Греции
Роль Скайлера в освобождении Болгарии привела к недовольству османского правительства, которое направило протест правительству США. Государственный секретарь Гамильтон Фиш также был недоволен Скайлером, так как он действовал без его ведома или согласия. Он собирался отозвать Скайлера из Турции, но позднее отказался от своего намерения, чтобы его действия не были истолкованы как сочувствие туркам. Однако, когда новый президент США, Резерфорд Хейз, вступил в должность, Скайлер подвергся новым нападкам в турецкой прессе и был обвинён в предвзятости по отношению к болгарам.

3 января 1878 года турецкое правительство напоминает: 
Высокая Порта рассматривает продолжение пребывания господина Скайлера в должности генерального консула в Константинополе как серьезное препятствие в дипломатических отношениях и в управлении её делами в провинциях.
29 мая 1878 года в результате расследования Государственный департамент заключил по поводу Скайлера, что «его чувства и симпатии были сильно антитурецкими» и что «он внес значительный вклад к отчуждению британских симпатий из Турции в её борьбе с Россией», и объявил ему выговор за «несанкционированную миссию в Болгарии».
После отзыва из Константинополя Скайлер занял пост консула США в Бирмингеме.
Весной 1879 года Скайлер стал генеральным консулом США в Риме.
Затем Скайлер был назначен временным поверенным в Румынии (1880—1882) и первым посланником США в Греции, Румынии и Сербии (1882—1884). В январе 1883 года он переехал из Бухареста в Афины, однако уже в июле 1884 года вынужден был покинуть дипломатическую службу, так как Конгресс США урезал бюджет и сократил должность посланника.

### На берегах Нила
В ноябре 1884 года Скайлер вернулся в США и устраился преподавателем в университет Джонса Хопкинса и Корнеллский университет. В 1886 году выходит его труд «Американская дипломатия и развитие торговли».
В марте 1886 года семья Скайлеров переехала в Алассио на Итальянской Ривьере.
В марте 1889 года новый госсекретарь США Джеймс Блейн предложил Скайлеру должность своего заместителя. Но так как кандидатура Скайлера вызвала протест у некоторых членов Сената, он принял другое назначение — место генерального консула в Каире.
Скайлер прибыл в Каир 1 октября 1889 года.
В начале 1890 года Скайлер заболел малярией, от которой скончался 16 июля 1890 года в Венеции, где находился на излечении.

## Память
Гора Скайлер на Земле Грейама в Антарктиде названа в честь Юджина Скайлера. Улица в городе Варна названа в его честь.